# Taeniophyllum dentilobum
Taeniophyllum dentilobum är en orkidéart som beskrevs av Johannes Jacobus Smith. Taeniophyllum dentilobum ingår i släktet Taeniophyllum och familjen orkidéer. Inga underarter finns listade i Catalogue of Life.